# María Jesús Valdés
María Jesús Valdés Díaz (Madrid, 26 de enero de 1927-Madrid, 12 de noviembre de 2011) fue una actriz española.

## Biografía
Debutó sobre los escenarios en 1944 con oposición de su familia. Mientras cursaba estudios en el Instituto Beatriz Galindo de Madrid, comenzó a interesarse por la interpretación, entró a formar parte del T.E.U. (Teatro Español Universitario) y tomó la decisión de dedicarse profesionalmente al mundo del espectáculo.
En 1949 Cayetano Luca de Tena, al frente del Teatro Español, le brindó la oportunidad de convertirse en primera actriz del teatro. Tuvo entonces la posibilidad de estrenar Historia de una escalera, de Antonio Buero Vallejo. Ese mismo año, estrenó también la que sería la última obra de Enrique Jardiel Poncela: Los tigres escondidos en la alcoba y en 1950 protagonizaba El villano en su rincón, de Lope de Vega. Dos años después, volvió a estrenar a Buero Vallejo en La tejedora de sueños y a retomar a Lope en La moza de cántaro.
En esa época se inició en el mundo del doblaje y realizó también sus primeras incursiones cinematográficas, participando en Catalina de Inglaterra (1951) y La laguna negra, ambas de Arturo Ruiz Castillo.
En 1953 pasó a formar parte como primera actriz de la Compañía del Teatro María Guerrero, en la época en que estaba dirigido por Alfredo Marqueríe. Un año después creó su propia compañía junto a José Luis Alonso y en la que también se integraron, entre otros, Jesús Puente, Alicia Hermida, María Luisa Ponte, Julieta Serrano, Agustín González y Francisco Valladares y tuvo ocasión de interpretar, entre otras obras Don Juan Tenorio (1950), de José Zorrilla, en el papel de Doña Inés, El gran minué (1950), de Víctor Ruiz Iriarte, Cuando el trigo es verde (1953), de Emlyn Williams, La fierecilla domada (1953), de Shakespeare, Medida por medida (1955), de Shakespeare, Electra (1955), de Sófocles, El mejor alcalde el rey (1955), de Lope de Vega, Mancha que limpia (1955), de José de Echegaray, El cuarto de estar (1956), de Graham Greene, La Celestina (1956), de Fernando de Rojas, Llama un inspector (1951) y El fin del paraíso (1956), ambas de J. B. Priestley, El mensajero (1956), de Jaime Salom, La feria de Cuernicabra (1956), de Alfredo Mañas o Macbeth (1957) de Shakespeare.
Más obras son: Ardèle o la margarita (1950) de Jean Anouilh, Colombe (1953) de Jean Anouilh, La hora de la fantasía (1954) de Anna Bonnacci, Usted no es peligrosa (1955) de Víctor Ruiz Iriarte, El hijo pródigo (1955) de José de Valdivielso, y El amor de los cuatro coroneles (1953) de Peter Ustinov.
En 1957 contrajo matrimonio con Vicente Gil, médico personal de Francisco Franco, y se apartó de los escenarios para dedicarse a la vida familiar.
Solo volvería a la interpretación tras quedar viuda en 1980. Sería once años después, interpretando La dama del alba, obra en el Teatro Bellas Artes de Madrid, con dirección de José Tamayo. Desde ese momento mantuvo una presencia constante en los escenarios españoles con papeles destacados en El cerco de Leningrado (1994), Tres mujeres altas (1995), de Edward Albee, La visita de la vieja dama (2000), de Friedrich Dürrenmatt, La muerte de un viajante (2001) o Carta de amor (2004) de Fernando Arrabal  e intervino en media docena de películas entre las que destaca Juana la Loca (2001), de Vicente Aranda.

## Premios
Medallas del Círculo de Escritores Cinematográficos
| Año  | Categoría              | Película        | Resultado |
| ---- | ---------------------- | --------------- | --------- |
| 1952 | Mejor actriz principal | La laguna negra | Ganadora  |

Otros premios
- Premio de la Unión de Actores (1994)
- Premio Nacional de Teatro (1999)
- Premio Max de teatro a la mejor actriz (2003)
- Premio Mayte de Teatro (2003)
- Premio Memorial Luis Parreño a la calidad en el teatro (2006)